# Hildur Djurberg
Hildur Djurberg, född 1851, död 1936, var en svensk lärare och föreningsaktivist. 
Hildur Djurberg var dotter till vice häradshövding C.J. Djurberg. Hon utbildades i flickskola och arbetade sedan som guvernant och lärare vid Lychouska skolan. Hon var student vid Rossanderska kursen och därefter vid Högre Lärarinneseminariet 1882–1885 och tog examen som läraren 1885. Hon levde tillsammans med Sofi Andersson från 1912. Hon var biträdande föreståndarinna för Högre Lärarinneseminariet i Stockholm 1890–1916. Hon var medlem i Nya Idun 1894. 
Gurli Linder beskrev henne i tidningen Idun (1921:42) som ”rättfärdig, ansvarskännande och pliktuppfyllande utan alla kompromisser och med stor respekt för alla människors olika personligheter”.
Hon var studiekamrat och vän till Selma Lagerlöf, och brevväxlade med henne – deras korrespondens har ofta använts av Lagerlöf-forskare. Elin Wägner skrev i sin Lagerlöf-biografi Selma Lagerlöf (1942–1943): ”Under julloven hade Selma för vana att kosta på sig en resa till Stockholm för att träffa gamla seminariekamrater. Sedan Hildur Djurberg blivit föreståndarinna vid Högre lärarinneseminariet brukade hon bjuda Selma att bo hos sig och så skedde även nyåret 1894.” Under ett sådant besök umgicks Lagerlöf med Ellen Key och lärde känna Sophie Elkan. 
Efter 1916 var hon engagerad som styrelseledamot I Sophie Witlocks stiftelse, vars ändamål var att skapa billiga bostäder för kvinnor med låga inkomster.